# Енравота
Енравота (Боян, Воин) — старший сын хана Омуртага. После смерти Омуртага новым ханом стал его третий несовершеннолетний сын — Маламир, регентом при котором был боил-кафхан Исбул. Самое подробное упоминание о старшем сыне Омуртага содержится у охридского архиепископа XI века Феофилакта.
По сведениям Феофилакта, в болгарской темнице находился греческий священник Кинам, его посадили туда по приказу хана Омуртага, после того как Кинам отказался участвовать в языческом обряде. После смерти отца по просьбе Енравоты Маламир выпустил священника, который убедил Бояна принять крещение. Узнав о крещении Бояна, Маламир потребовал, чтобы старший брат отрёкся от византийской веры. На что тот ответил:

…Аз се гнуся от езическите идоли и почитам Христа, истинския Бог и никой не ще може да ме отлъчи от любовта ми към Христа…
После этого Маламир приказал казнить брата. После крещения Болгарии Боян-Енравота был канонизирован, почитается как первый болгарский мученик. Память совершается 28 марта (10 апреля).
Версия, описанная Феофилактом, вызывает сомнения у современных историков. Скорее всего, Енравота участвовал в заговоре против брата или его регента боил-кафхана Исбула.